# Sindaci di Nuoro
Di seguito l'elenco cronologico dei sindaci di Nuoro e delle altre figure apicali equivalenti che si sono succedute nel corso della storia.
In epoca giudicale e aragonese, e nei primi decenni dell'epoca spagnola, il majore de villa, nominato dalla Corona de bonos homines, svolgeva funzioni di arbitro fiscale e giudiziario nella comunità. Con l’arrivo dei catalano-aragonesi il majore de villa diventa una figura ambigua tra l’obbedienza nei confronti del signore e il procedere corretto nell’esazione dei tributi e dei servizi nei villaggi.
In epoca spagnola e sabauda, il síndico era un procuratore legale dei vassalli e non un amministratore della villa. L'introduzione di questa figura nella curatorìa d'Ore, a cui Nuoro apparteneva, risale quasi certamente al 1596, epoca in cui viene redatto un regolamento per la sua elezione.
Solo con la riforma napoleonica inizia a introdursi la figura del sindaco. Inizialmente, questi era nominato con Regio decreto e doveva essere scelto fra i consiglieri comunali. Solo nel 1889 fu introdotta l'elezione da parte del consiglio comunale, tra i suoi membri; la durata del mandato era di quattro anni, con possibilità di rielezione.

## Periodo giudicale e aragonese (XI-XV sec.)
| Periodo | Periodo | Primo cittadino | Partito | Carica          | Note |
| ------- | ------- | --------------- | ------- | --------------- | ---- |
| 1388    |         | Arçoco Carta    |         | majore de villa |      |
| 1497    |         | Antonio Nieddu  |         | majore de villa |      |

## Periodo spagnolo (1530-1600)
| Periodo   | Periodo | Primo cittadino         | Partito | Carica          | Note |
| --------- | ------- | ----------------------- | ------- | --------------- | ---- |
| 1515      |         | Giorgi Corda            |         | majore de villa |      |
| 1516-1530 |         | Antoni Floris           |         | majore de villa |      |
| 1530-1543 |         | Gabriele Manca (padre)  |         | majore de villa |      |
| 1557      |         | Giovanni Corda          |         | majore de villa |      |
| 1543-1559 |         | Pietro Floris           |         | majore de villa |      |
| 1559      |         | Gabriele Manca (figlio) |         | majore de villa |      |
| 1610      |         | Andrea Manca            |         | majore de villa |      |
| 1611      |         | Giovanni Nieddu Selloni |         | majore de villa |      |
| 1677      |         | Juan Leonardo Bucoli    |         | majore de villa |      |

## Periodo spagnolo (1601-1720)
| Periodo | Periodo | Primo cittadino                                             | Partito | Carica  | Note |
| ------- | ------- | ----------------------------------------------------------- | ------- | ------- | ---- |
| 1601    |         | Pietro Paolo Pirella Satta                                  |         | Sindaco |      |
| 1608    |         | Giovanni Andrea Mulas                                       |         | Sindaco |      |
| 1609    |         | Pietro Paolo Pirella Satta e Giovanni Stefano Manca Pirella |         | Sindaco |      |
| 1612    |         | Pietro Paolo Pirella Satta                                  |         | Sindaco |      |
| 1639    |         | Francesco Melis                                             |         | Sindaco |      |
| 1657    |         | Francesco Manca Melis                                       |         | Sindaco |      |
| 1660    |         | Michele Floris                                              |         | Sindaco |      |
| 1671    |         | Mauro Quirigo Corda                                         |         | Sindaco |      |
| 1680    |         | Juan Antonio de Minutili Nieddu                             |         | Sindaco |      |
| 1684    |         | Antonio Angelo Nieddu Guiso                                 |         | Sindaco |      |
| 1690    |         | Diego Contena                                               |         | Sindaco |      |
| 1698    |         | Mauro Quirigo Corda                                         |         | Sindaco |      |
| 1703    |         | Giovanni Antonio Guiso                                      |         | Sindaco |      |
| 1708    |         | Carlo Pirisi Pirella                                        |         | Sindaco |      |

## Regno di Sardegna (1720-1861)
| Periodo | Periodo | Primo cittadino               | Partito | Carica  | Note |
| ------- | ------- | ----------------------------- | ------- | ------- | ---- |
| 1720    |         | Pietro Nieddu Guiso           |         | Sindaco |      |
| 1723    |         | Giovanni Marcello Ruiu        |         | Sindaco |      |
| 1724    |         | Sebastiano Manca Dore         |         | Sindaco |      |
| 1731    |         | Francesco Pirisi Satta        |         | Sindaco |      |
| 1744    |         | Antonio Floris Mura           |         | Sindaco |      |
| 1753    |         | Andrea Floris Guiso           |         | Sindaco |      |
| 1758    |         | Giuseppe Spano Manca          |         | Sindaco |      |
| 1772    |         | Antonio Francesco Nieddu      |         | Sindaco |      |
| 1773    |         | Salvatore Conchedda Satta     |         | Sindaco |      |
| 1774    |         | Giuseppe Ruju                 |         | Sindaco |      |
| 1775    |         | Ignazio Nieddu Pirella        |         | Sindaco |      |
| 1776    |         | Giuseppe Spano                |         | Sindaco |      |
| 1777    |         | Salvatore Mura Cossu          |         | Sindaco |      |
| 1778    |         | Antonio Corda                 |         | Sindaco |      |
| 1779    |         | Bartolomeo Pirella            |         | Sindaco |      |
| 1780    |         | Floris Costantino             |         | Sindaco |      |
| 1781    |         | Chessa Cossu Giovanni         |         | Sindaco |      |
| 1782    |         | Spano Pietro                  |         | Sindaco |      |
| 1783    |         | Contena lgnazio               |         | Sindaco |      |
| 1784    |         | Serra Guiso Gabriele          |         | Sindaco |      |
| 1785    |         | Carroni Salvatorangelo        |         | Sindaco |      |
| 1786    |         | Nieddu Mele Antonio           |         | Sindaco |      |
| 1787    |         | Manca Giuseppe                |         | Sindaco |      |
| 1788    |         | Ticca Pietro                  |         | Sindaco |      |
| 1789    |         | Pirella Bartolomeo            |         | Sindaco |      |
| 1790    |         | Corda Antonio                 |         | Sindaco |      |
| 1791    |         | Pinna Carlo                   |         | Sindaco |      |
| 1792    |         | Chessa Cossu Giovanni         |         | Sindaco |      |
| 1793    |         | Floris Corda Costantino       |         | Sindaco |      |
| l794    |         | Basigheddu Antonio            |         | Sindaco |      |
| 1795    |         | Don Luigi Satta               |         | Sindaco |      |
| 1796    |         | Deledda Pirella Giov. Antonio |         | Sindaco |      |
| 1797    |         | Pintori Giovanni Maria        |         | Sindaco |      |
| 1798    |         | Guiso Gabriele                |         | Sindaco |      |
| 1799    |         | Floris Tommaso                |         | Sindaco |      |
| 1800    |         | Nieddu Pasquale               |         | Sindaco |      |
| 1801    |         | Corda Francesco               |         | Sindaco |      |
| 1802    |         | Sulis Francesco               |         | Sindaco |      |
| 1803    |         | Carroni Giovanni              |         | Sindaco |      |
| 1804    |         | Pirella Bartolomeo            |         | Sindaco |      |
| 1807    |         | Frau Salvatore                |         | Sindaco |      |
| 1808    |         | Satta Demuru Don Luigi        |         | Sindaco |      |
| 1809    |         | Manca Porcu Pasquale          |         | Sindaco |      |
| 1810    |         | Mura Paolo                    |         | Sindaco |      |
| 1811    |         | Floris Tommaso                |         | Sindaco |      |
| 1812    |         | Corbu Giuseppe                |         | Sindaco |      |
| 1813    |         | Nieddu Pasquale               |         | Sindaco |      |
| 1814    |         | Pugioni Salvatore             |         | Sindaco |      |
| 1815    |         | Satta don Luigi               |         | Sindaco |      |
| 1817    |         | Floris Corda Costantino       |         | Sindaco |      |
| 1818    |         | Serra Francesco               |         | Sindaco |      |
| 1819    |         | Satta Don Luigi               |         | Sindaco |      |
| 1820    |         | Ruiu Nicolò                   |         | Sindaco |      |
| 1821    |         | Floris Francesco              |         | Sindaco |      |
| 1822    |         | Ghisu Giovanni                |         | Sindaco |      |
| 1822    |         | Paolo Mura                    |         | Sindaco |      |
| 1823    |         | Serra Salvatore               |         | Sindaco |      |
| 1824    |         | Pirari Giovanni               |         | Sindaco |      |
| 1826    |         | Agostino Carroni              |         | Sindaco |      |
| 1827    |         | Antonio Mura                  |         | Sindaco |      |
| 1828    |         | Francesco Floris              |         | Sindaco |      |
| 1829    |         | Salvatore Corbu               |         | Sindaco |      |
| 1830    |         | Francesco Floris              |         | Sindaco |      |
| 1831    |         | Antonio Mura                  |         | Sindaco |      |
| 1832    |         | Giovanni Pirari               |         | Sindaco |      |
| 1833    |         | Domenico Manca                |         | Sindaco |      |
| 1834    |         | Giuseppe Floris               |         | Sindaco |      |
| 1835    |         | Giuseppe Galisai              |         | Sindaco |      |
| 1836    |         | Francesco Mesina              |         | Sindaco |      |
| 1837    |         | Salvatore Nieddu              |         | Sindaco |      |
| 1838    |         | Francesco Floris              |         | Sindaco |      |
| 1839    |         | Francesco Serra               |         | Sindaco |      |
| 1840    |         | Michele Nieddu                |         | Sindaco |      |
| 1841    |         | Giovanni Martoni              |         | Sindaco |      |
| 1842    |         | Pasquale Corbu                |         | Sindaco |      |
| 1843    |         | Pietro Pirisi                 |         | Sindaco |      |
| 1844    |         | Bonaventura Piredda           |         | Sindaco |      |
| 1845    |         | Giuseppe Galisai              |         | Sindaco |      |
| 1846    |         | Giovanni Fois                 |         | Sindaco |      |
| 1847    | 1848    | Francesco Serra               |         | Sindaco |      |
| 1849    |         | Pietro Pirisi                 |         | Sindaco |      |
| 1850    |         | Bonaventura Piredda           |         | Sindaco |      |
| 1851    | 1855    | Ciriaco Pala                  |         | Sindaco |      |
| 1856    |         | Pasquale Corbu                |         | Sindaco |      |
| 1857    |         | Giacomo Galfrè                |         | Sindaco |      |
| 1858    |         | Raimondo Coronas              |         | Sindaco |      |
| 1859    |         | Costantino Manca              |         | Sindaco |      |
| 1860    | 1861    | Antonio Nieddu                |         | Sindaco |      |

## Regno d'Italia (1861-1946)
| Periodo | Periodo | Primo cittadino               | Partito | Carica            | Note |
| ------- | ------- | ----------------------------- | ------- | ----------------- | ---- |
| 1861    | 1862    | Antonio Nieddu                |         | Sindaco           |      |
| 1863    |         | Giovanni Antonio Deledda      |         | Sindaco           |      |
| 1864    | 1867    | Francesco Galisai             |         | Sindaco           |      |
| 1868    | 1869    | Antonio Nieddu                |         | Sindaco           |      |
| 1870    | 1872    | Salvatore Maria Pirisi Siotto |         | Sindaco           |      |
| 1873    | 1876    | Luigi Martoni                 |         | Sindaco           |      |
| 1877    | 1881    | Giovanni Soro                 |         | Sindaco           |      |
| 1882    |         | Antonio Are                   |         | Sindaco           |      |
| 1883    | 1884    | Francesco Mastino             |         | Sindaco           |      |
| 1885    |         | Sebastiano Floris             |         | Sindaco           |      |
| 1886    | 1887    | Salvatore Romagna             |         | Sindaco           |      |
| 1888    |         | Sebastiano Floris             |         | Sindaco           |      |
| 1889    |         | Gavino Gallisay               |         | Sindaco           |      |
| 1890    | 1891    | Francesco Mastino             |         | Sindaco           |      |
| 1892    |         | Pietro Paolo Siotto           |         | Sindaco           |      |
| 1893    |         | L. Guadagnini                 |         | Regio commissario |      |
| 1893    | 1894    | Luigi Martoni                 |         | Sindaco           |      |
| 1894    | 1895    | Giuseppe Pinna                |         | Sindaco           |      |
| 1896    | 1899    | Antonio Are                   |         | Sindaco           |      |
| 1900    | 1901    | Pietro Satta                  |         | Sindaco           |      |
| 1902    | 1903    | Giacinto Satta                |         | Sindaco           |      |
| 1904    |         | Tomaso Floris                 |         | Sindaco           |      |
| 1905    |         | Giuseppe Pinna                |         | Sindaco           |      |
| 1906    |         | Francesco Corrias             |         | Sindaco           |      |
| 1907    | 1908    | Antonio Are                   |         | Sindaco           |      |
| 1909    | 1910    | Francesco Corrias             |         | Sindaco           |      |
| 1911    |         | Antonio Bertino               |         | Sindaco           |      |
| 1912    | 1913    | Giuseppe Corbu                |         | Sindaco           |      |
| 1914    |         | Michele Dau                   |         | Sindaco           |      |
| 1915    |         | Michele Papandrea             |         | Sindaco           |      |
| 1916    | 1920    | Salvatore Manca               |         | Sindaco           |      |
| 1921    | 1924    | Antonio Are                   |         | Sindaco           |      |
| 1925    | 1926    | Mario Temussi                 |         | Sindaco           |      |

Podestà e sindaci dal fascismo alla Liberazione (1927-1946)
| Periodo | Periodo | Primo cittadino     | Partito | Carica  | Note |
| ------- | ------- | ------------------- | ------- | ------- | ---- |
| 1927    | 1931    | Francesco Bandino   | PNF     | Podestà |      |
| 1932    |         | Giacomo Satta       |         | Podestà |      |
| 1933    | 1936    | Nino Tola           |         | Podestà |      |
| 1937    |         | Enrico Squinzo      |         | Podestà |      |
| 1938    | 1939    | Giovanni Coinu      |         | Podestà |      |
| 1940    | 1941    | Filippo Ferrari     |         | Podestà |      |
| 1942    | 1943    | Antonio Cualbu      |         | Podestà |      |
| 1943    | 1944    | Mario Ciusa Romagna |         | Sindaco |      |
| 1944    | 1945    | Antonio Dessena     |         | Sindaco |      |
| 1945    | 1946    | Francesco Pintore   |         | Sindaco |      |

## Repubblica Italiana (dal 1946)
| Sindaci eletti dal Consiglio comunale (1946-1995)    | Sindaci eletti dal Consiglio comunale (1946-1995) | Sindaci eletti dal Consiglio comunale (1946-1995) | Sindaci eletti dal Consiglio comunale (1946-1995) | Sindaci eletti dal Consiglio comunale (1946-1995) | Sindaci eletti dal Consiglio comunale (1946-1995) | Sindaci eletti dal Consiglio comunale (1946-1995) | Sindaci eletti dal Consiglio comunale (1946-1995) | Sindaci eletti dal Consiglio comunale (1946-1995) |
| Nominativo                                           | Nominativo                                        | Partito                                           | Partito                                           | Partito                                           | Partito                                           | Mandato                                           | Mandato                                           | Elezione                                          |
| Nominativo                                           | Nominativo                                        | Partito                                           | Partito                                           | Partito                                           | Partito                                           | Inizio                                            | Fine                                              | Elezione                                          |
| ---------------------------------------------------- | ------------------------------------------------- | ------------------------------------------------- | ------------------------------------------------- | ------------------------------------------------- | ------------------------------------------------- | ------------------------------------------------- | ------------------------------------------------- | ------------------------------------------------- |
|                                                      | Antonio Monni                                     |                                                   | Democrazia Cristiana                              | Democrazia Cristiana                              | Democrazia Cristiana                              | 1946                                              | 1948                                              | Elezione 1946                                     |
|                                                      | Gino Satta                                        |                                                   | Partito Sardo d'Azione                            | Partito Sardo d'Azione                            | Partito Sardo d'Azione                            | 1949                                              | 1950                                              | Elezione 1946                                     |
|                                                      | Alfredo Atzeni                                    |                                                   | Democrazia Cristiana                              | Democrazia Cristiana                              | Democrazia Cristiana                              | 1950                                              | 1952                                              | Elezione 1946                                     |
| 1952                                                 | Alfredo Atzeni                                    | 1956                                              | Democrazia Cristiana                              | Democrazia Cristiana                              | Democrazia Cristiana                              | Elezione 1952                                     |                                                   |                                                   |
|                                                      | Pietro Mastino                                    |                                                   | Partito Sardo d'Azione                            | Partito Sardo d'Azione                            | Partito Sardo d'Azione                            | 1957                                              | 1960                                              | Elezione 1956                                     |
|                                                      | Angelo Rocca                                      |                                                   | Democrazia Cristiana                              | Democrazia Cristiana                              | Democrazia Cristiana                              | 1960                                              | 1962                                              | Elezione 1960                                     |
|                                                      | Fausto Moncelsi                                   |                                                   | Democrazia Cristiana                              | Democrazia Cristiana                              | Democrazia Cristiana                              | 1962                                              | 1964                                              | Elezione 1960                                     |
|                                                      | Gonario Gianoglio                                 |                                                   | Democrazia Cristiana                              | Democrazia Cristiana                              | Democrazia Cristiana                              | 1964                                              | 1969                                              | Elezione 1964                                     |
|                                                      | Peppino Corrias                                   |                                                   | Democrazia Cristiana                              | Democrazia Cristiana                              | Democrazia Cristiana                              | 1969                                              | 1970                                              | Elezione 1964                                     |
| 1970                                                 | Peppino Corrias                                   | 1975                                              | Democrazia Cristiana                              | Democrazia Cristiana                              | Democrazia Cristiana                              | Elezione 1970                                     |                                                   |                                                   |
|                                                      | Franco Mariano Mulas                              |                                                   | Democrazia Cristiana                              | Democrazia Cristiana                              | Democrazia Cristiana                              | 1975                                              | 1979                                              | Elezione 1975                                     |
|                                                      | Antonello Soro                                    |                                                   | Democrazia Cristiana                              | Democrazia Cristiana                              | Democrazia Cristiana                              | 1979                                              | 1980                                              | Elezione 1975                                     |
|                                                      | Annico Pau                                        |                                                   | Partito Repubblicano Italiano                     | Partito Repubblicano Italiano                     | Partito Repubblicano Italiano                     | 1981                                              | 1983                                              | Elezione 1980                                     |
|                                                      | Martino Corda                                     |                                                   | Partito Socialista Italiano                       | Partito Socialista Italiano                       | Partito Socialista Italiano                       | 1983                                              | 1985                                              | Elezione 1980                                     |
|                                                      | Giannetto Congeddu                                |                                                   | Democrazia Cristiana                              | Democrazia Cristiana                              | Democrazia Cristiana                              | settembre 1985                                    | 15 aprile 1987                                    | Elezione 1985                                     |
|                                                      | Gian Paolo Falchi                                 |                                                   | Democrazia Cristiana                              | Democrazia Cristiana                              | Democrazia Cristiana                              | 15 aprile 1987                                    | 12 ottobre 1989                                   | Elezione 1985                                     |
|                                                      | Antonio Zurru                                     |                                                   | Partito Comunista Italiano                        | Partito Comunista Italiano                        | Partito Comunista Italiano                        | 12 ottobre 1989                                   | 7 agosto 1990                                     | Elezione 1985                                     |
| 7 agosto 1990                                        | Antonio Zurru                                     | 21 maggio 1991                                    | Partito Comunista Italiano                        | Partito Comunista Italiano                        | Partito Comunista Italiano                        | Elezione 1990                                     |                                                   |                                                   |
|                                                      | Simonetta Murru                                   |                                                   | Partito Socialista Italiano                       | Partito Socialista Italiano                       | Partito Socialista Italiano                       | Elezione 1990                                     | 18 luglio 1991                                    | 6 maggio 1992                                     |
|                                                      | Gian Paolo Falchi                                 |                                                   | Democrazia Cristiana                              | Democrazia Cristiana                              | Democrazia Cristiana                              | Elezione 1990                                     | 2 luglio 1992                                     | 16 dicembre 1993                                  |
|                                                      | Francesco Zuddas                                  |                                                   | Partito Liberale Italiano                         | Partito Liberale Italiano                         | Partito Liberale Italiano                         | Elezione 1990                                     | 12 febbraio 1994                                  | 24 aprile 1995                                    |
| Sindaci eletti direttamente dai cittadini (dal 1995) |                                                   |                                                   |                                                   |                                                   |                                                   |                                                   |                                                   |                                                   |
| Nominativo                                           | Nominativo                                        | Partito                                           | Partito                                           | Coalizione                                        | Coalizione                                        | Mandato                                           | Mandato                                           | Elezione                                          |
| Nominativo                                           | Nominativo                                        | Partito                                           | Partito                                           | Coalizione                                        | Coalizione                                        | Inizio                                            | Fine                                              | Elezione                                          |
|                                                      | Carlo Forteleoni                                  |                                                   | Partito Popolare Italiano                         |                                                   | PPI-PDS-PdD                                       | 15 maggio 1995                                    | 14 giugno 1999                                    | Elezione 1995                                     |
|                                                      | Bruno Sbordone (Commissario prefettizio)          | –                                                 | –                                                 | –                                                 | –                                                 | 13 luglio 1999                                    | 1º maggio 2000                                    | –                                                 |
|                                                      | Mario Demuru Zidda                                |                                                   | Democratici di Sinistra                           |                                                   | DS-Dem-PdCI-FdV-PSd'Az                            | 1º maggio 2000                                    | 10 maggio 2005                                    | Elezione 2000                                     |
|                                                      | Mario Demuru Zidda                                | DS-DL-SDI-UDEUR-PRC-PSd'Az-FdV-PdCI               | Democratici di Sinistra                           | 10 maggio 2005                                    | 30 maggio 2010                                    | Elezione 2005                                     |                                                   |                                                   |
|                                                      | Alessandro Bianchi                                |                                                   | Partito Democratico                               |                                                   | PD-PSI-FdS-L. civiche                             | 17 giugno 2010                                    | 16 giugno 2015                                    | Elezione 2010                                     |
|                                                      | Andrea Soddu                                      |                                                   | Indipendente                                      |                                                   | PSd'Az-L. civiche (2015-2018)                     | 16 giugno 2015                                    | 11 novembre 2020                                  | Elezione 2015                                     |
|                                                      | Andrea Soddu                                      | L. civiche (2018-2020)                            | Indipendente                                      |                                                   |                                                   | 16 giugno 2015                                    | 11 novembre 2020                                  | Elezione 2015                                     |
|                                                      | Andrea Soddu                                      | IiC-L. civiche                                    | Indipendente                                      | 11 novembre 2020                                  | 12 giugno 2024                                    | Elezione 2020                                     |                                                   |                                                   |
|                                                      | Giovanni Pirisi (Commissario straordinario)       | –                                                 | –                                                 | –                                                 | –                                                 | 12 giugno 2024                                    | 12 giugno 2025                                    | –                                                 |
|                                                      | Emiliano Fenu                                     |                                                   | Movimento 5 Stelle                                |                                                   | PD-M5S-PP-AVS-PSI-L. civiche                      | 12 giugno 2025                                    | in carica                                         | Elezione 2025                                     |